# Czarny Potok Jaworowy
Czarny Potok Jaworowy (słow. Čierny potok) – potok płynący Doliną Czarną Jaworową w słowackich Tatrach. Jest głównym ciekiem wodnym tej doliny. Wypływa z górnego piętra tej doliny (nieco na północ od Doliny Śnieżnej, odnogi Doliny Czarnej Jaworowej), następnie kieruje się na północny zachód w stronę Czarnego Stawu Jaworowego, przez który przepływa. Dalej nurt potoku biegnie ku Dolinie Jaworowej. Na wysokości ok. 1270 m n.p.m., w pobliżu Jaworowej Polany wpada do Jaworowego Potoku, jako jeden z jego prawobrzeżnych dopływów. Na jednym z wysokich progów Doliny Czarnej Jaworowej wody Czarnego Potoku Jaworowego tworzą kaskadę zwaną Czarną Siklawą.

## Szlaki turystyczne
Czasy przejścia podane na podstawie mapy.
  – szlak zielony biegnie z Jaworzyny Tatrzańskiej dnem Doliny Jaworowej (przechodzi nieopodal miejsca, gdzie Czarny Potok Jaworowy wpada do Jaworowego Potoku) i Zadniej Doliny Jaworowej na Lodową Przełęcz, skąd wiedzie dalej do Doliny Pięciu Stawów Spiskich.
- Czas przejścia do rozstaju dróg ze szlakiem niebieskim: 30 min w obie strony
- Czas przejścia od szlaku niebieskiego na Lodową Przełęcz: 4:30 h, ↓ 3:30 h